# إدوارد جوزيف حنا
إدوارد جوزيف حنا (بالإنجليزية: Edward Joseph Hanna) هو كاهن كاثوليكي أمريكي، ولد في 21 يوليو 1860 في روتشستر في الولايات المتحدة، وتوفي في 10 يوليو 1944 في روما في إيطاليا.